# Jannik Huth
Jannik Huth (* 15. April 1994 in Bad Kreuznach) ist ein deutscher Fußballtorwart. Er steht beim SC Freiburg unter Vertrag.

## Karriere

### Verein
Huth wechselte 2007 von Hassia Bingen in das Nachwuchsleistungszentrum des 1. FSV Mainz 05. Ab 2013 kam er für dessen zweite Mannschaft zum Einsatz und stand ab 2014 auch im Kader der ersten Mannschaft. Sein Vertrag lief bis 2020. Am 8. April 2017 gab er nach einer Verletzung von Stammkeeper Jonas Lössl bei der 0:1-Niederlage gegen den SC Freiburg sein Debüt für die erste Mannschaft der Mainzer in der Bundesliga.
Ende Januar 2018 wurde er bis Saisonende an Sparta Rotterdam verliehen. Nach 14 Einsätzen im Ligabetrieb und dem Abstieg der Mannschaft nach der Relegation kehrte er in der Sommerpause 2018 zu Mainz 05 zurück.
Nach der Saison 2018/19 verließ Huth den FSV nach zwölf Jahren und unterschrieb beim Bundesliga-Aufsteiger SC Paderborn 07 einen bis Juni 2022 laufenden Vertrag. In Paderborn war er zunächst nur Ersatzkeeper hinter Stammtorhüter Leopold Zingerle, den er aber zur Saison 2021/22 unter Paderborns neuen Trainer Lukas Kwasniok auf die Ersatzbank verdrängen konnte. Im Dezember 2021 verlängerte er seinen Vertrag bis zum 30. Juni 2024. Ab Beginn der Saison 2023/24 fungierte er als Mannschaftskapitän der Paderborner, verlor jedoch im Laufe der Hinrunde nach 14 bis dahin bestrittenen Spielen seinen Stammplatz an Pelle Boevink.
Nach Ablauf seines Vertrags verließ Huth Paderborn im Sommer 2024 und schloss sich stattdessen dem Bundesligisten SC Freiburg an. Dort wurde er dritter Torhüter hinter Noah Atubolu und Florian Müller.

### Nationalmannschaft
Huth stand als Ersatztorhüter im Aufgebot des DFB für die Olympischen Sommerspiele 2016 in Rio de Janeiro, bei denen er mit der Mannschaft die Silbermedaille gewann. Bereits zuvor war er ab 2015 für die deutsche U21-Nationalmannschaft nominiert worden, für die er bisher ohne Einsatz geblieben war, und absolvierte dort nach dem Olympia-Turnier im Herbst 2016 zwei Länderspiele.

## Auszeichnungen
Am 1. November 2016 wurde ihm zusammen mit der Olympia-Fußballmannschaft das Silberne Lorbeerblatt verliehen.